# 포르노스트
포르노스트(Fornost)는 아르노르, 아르세다인의 도시이다. 아르세다인의 첫 번째 왕 임라이스가 수도로 삼았으며, 앙그마르에 의해 멸망할 때까지 존속했다.
신다린으로 제왕의 북부 요새라는 뜻이라고 한다. 아르노르 10 대 왕 에아렌두르가 서거한 이후 분열된 왕국의 후계국 아르세다인이 안누미나스를 대신하여 포르노스트를 수도로 삼았으며, 앙그마르에 의해 멸망한 직후 생존한 아르세다인 최후의 왕 아르베두이와 그의 일행들은 북쪽으로 피신했다.